# بابلو أكوستا
بابلو أكوستا (بالإسبانية: Pablo Acosta)‏ (1990 في الأوروغواي - ) هو لاعب كرة قدم أوروغواني في مركز الدفاع. لعب مع ديبورتيس ميليبيلا.

## وصلات خارجية
- بابلو أكوستا على موقع قاعدة بيانات كرة القدم.إي يو (الإنجليزية)
- بابلو أكوستا على موقع قاعدة بيانات كرة القدم.إي يو (الإنجليزية)
- بابلو أكوستا على موقع Soccerway.com (الإنجليزية)
- بابلو أكوستا على موقع عالم كرة القدم.نت (الإنجليزية)